# Island County
Island County je okres ve státě Washington ve Spojených státech amerických. K roku 2010 zde žilo 78 506 obyvatel. Správním městem okresu je Coupeville. Celková rozloha okresu činí 1 339 km².